# Requião (Vila Nova de Famalicão)
Requião ist eine Gemeinde im Norden Portugals.

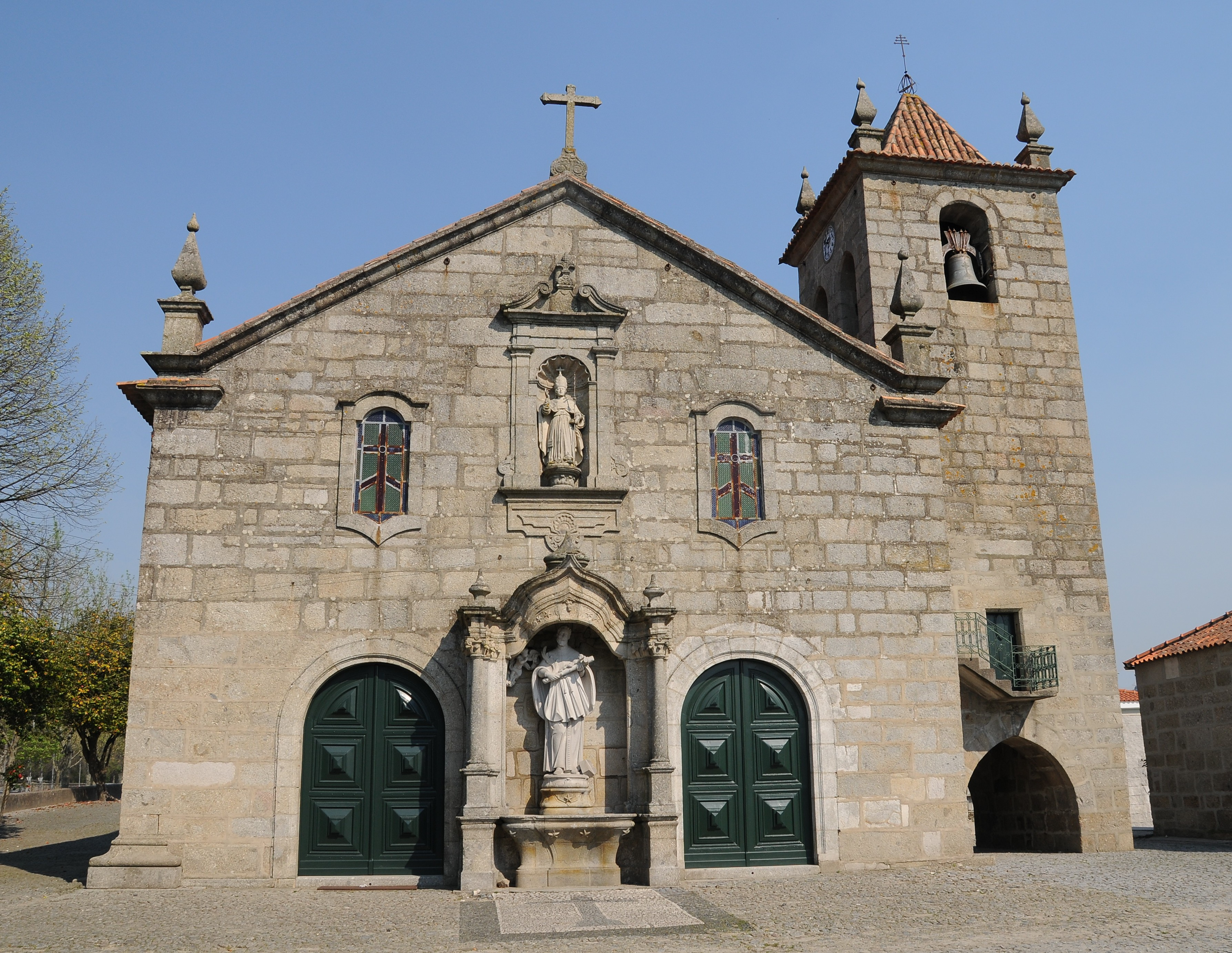
Kirche von Requião

Requião gehört zum Kreis Vila Nova de Famalicão im Distrikt Braga, besitzt eine Fläche von 7,4 km² und hat 3197 Einwohner (Stand 19. April 2021).